# Nordby
Nordby – miasto w Danii, na wyspie Fanø, w regionie Dania Południowa, siedziba administracyjna gminy Fanø.